# Puchar Świata w narciarstwie alpejskim kobiet 1998/1999
Puchar Świata w narciarstwie alpejskim kobiet sezon 1998/1999 to 33 edycja tej imprezy. Cykl ten rozpoczął się w austriackiej miejscowości Sölden 24 października 1998 roku, a zakończył 13 marca 1999 roku w hiszpańskim Sierra Nevada. 

## Podium zawodów

### indywidualnie
| Lp                                                                       | Data                 | Miejsce              | Konkurencja | Zwyciężczyni             | 2. miejsce            | 3. miejsce            |
| 1.                                                                       | 24 października 1998 | Sölden               | gigant      | Andrine Flemmen          | Alexandra Meissnitzer | Deborah Compagnoni    |
| 2.                                                                       | 19 listopada 1998    | Park City            | gigant      | Alexandra Meissnitzer    | Martina Ertl          | Birgit Heeb           |
| 3.                                                                       | 21 listopada 1998    | Park City            | slalom      | Urška Hrovat             | Sabine Egger          | Janica Kostelić       |
| 4.                                                                       | 27 listopada 1998    | Lake Louise          | zjazd       | Renate Götschl           | Isolde Kostner        | Corinne Rey-Bellet    |
| 5.                                                                       | 28 listopada 1998    | Lake Louise          | zjazd       | Renate Götschl           | Isolde Kostner        | Regina Häusl          |
| 6.                                                                       | 29 listopada 1998    | Lake Louise          | supergigant | Alexandra Meissnitzer    | Pernilla Wiberg       | Hilde Gerg            |
| 7.                                                                       | 3 grudnia 1998       | Mammoth Mountain     | slalom      | Anja Pärson              | Zali Steggall         | Ingrid Salvenmoser    |
| 8.                                                                       | 4 grudnia 1998       | Mammoth Mountain     | supergigant | Christiane Mitterwallner | Renate Götschl        | Martina Ertl          |
| 9.                                                                       | 10 grudnia 1998      | Val d’Isère          | supergigant | Alexandra Meissnitzer    | Martina Ertl          | Régine Cavagnoud      |
| 10.                                                                      | 11 grudnia 1998      | Val d’Isère          | gigant      | Alexandra Meissnitzer    | Deborah Compagnoni    | Anita Wachter         |
| 11.                                                                      | 18 grudnia 1998      | Veysonnaz            | zjazd       | Hilde Gerg               | Pernilla Wiberg       | Bibiana Perez         |
| 12.                                                                      | 19 grudnia 1998      | Veysonnaz            | zjazd       | Alexandra Meissnitzer    | Régine Cavagnoud      | Renate Götschl        |
| 13.                                                                      | 20 grudnia 1998      | Veysonnaz            | slalom      | Karin Roten              | Kristina Koznick      | Anja Pärson           |
| 14.                                                                      | 20 grudnia 1998      | Veysonnaz            | kombinacja  | Hilde Gerg               | Martina Ertl          | Trude Gimle           |
| 15.                                                                      | 27 grudnia 1998      | Semmering            | gigant      | Anita Wachter            | Alexandra Meissnitzer | Andrine Flemmen       |
| 16.                                                                      | 28 grudnia 1998      | Semmering            | slalom      | Kristina Koznick         | Karin Roten           | Pernilla Wiberg       |
| 17.                                                                      | 2 stycznia 1999      | Maribor              | gigant      | Anita Wachter            | Sonja Nef             | Alexandra Meissnitzer |
| 18.                                                                      | 2 stycznia 1999      | Maribor              | supergigant | Hilde Gerg               | Martina Ertl          | Michaela Dorfmeister  |
| 19.                                                                      | 3 stycznia 1999      | Maribor              | slalom      | Pernilla Wiberg          | Hilde Gerg            | Ylva Nowén            |
| 20.                                                                      | 8 stycznia 1999      | Berchtesgaden        | slalom      | Sabine Egger             | Ingrid Salvenmoser    | Pernilla Wiberg       |
| 21.                                                                      | 16 stycznia 1999     | St. Anton am Arlberg | zjazd       | Corinne Rey-Bellet       | Michaela Dorfmeister  | Hilde Gerg            |
| 22.                                                                      | 16 stycznia 1999     | St. Anton am Arlberg | supergigant | Corinne Rey-Bellet       | Alexandra Meissnitzer | Michaela Dorfmeister  |
| 23.                                                                      | 17 stycznia 1999     | St. Anton am Arlberg | slalom      | Trine Bakke              | Anja Pärson           | Janica Kostelić       |
| 24.                                                                      | 17 stycznia 1999     | St. Anton am Arlberg | kombinacja  | Janica Kostelić          | Hilde Gerg            | Trude Gimle           |
| 25.                                                                      | 21 stycznia 1999     | Cortina d’Ampezzo    | zjazd       | Régine Cavagnoud         | Isolde Kostner        | Hilde Gerg            |
| 26.                                                                      | 22 stycznia 1999     | Cortina d’Ampezzo    | supergigant | Renate Götschl           | Martina Ertl          | Régine Cavagnoud      |
| 27.                                                                      | 23 stycznia 1999     | Cortina d’Ampezzo    | supergigant | Régine Cavagnoud         | Sylviane Berthod      | Michaela Dorfmeister  |
| 28.                                                                      | 24 stycznia 1999     | Cortina d’Ampezzo    | gigant      | Alexandra Meissnitzer    | Martina Ertl          | Anita Wachter         |
| 35. Mistrzostwa Świata w Narciarstwie Alpejskim 1999 – Vail/Beaver Creek |                      |                      |             |                          |                       |                       |
| 29.                                                                      | 22 lutego 1999       | Åre                  | gigant      | Alexandra Meissnitzer    | Anita Wachter         | Andrine Flemmen       |
| 30.                                                                      | 23 lutego 1999       | Åre                  | slalom      | Špela Pretnar            | Trine Bakke           | Anja Pärson           |
| 31.                                                                      | 24 lutego 1999       | Åre                  | gigant      | Anita Wachter            | Andrine Flemmen       | Sonja Nef             |
| 32.                                                                      | 27 lutego 1999       | Åre                  | zjazd       | Renate Götschl           | Michaela Dorfmeister  | Regina Häusl          |
| 33.                                                                      | 5 marca 1999         | St. Moritz           | zjazd       | Renate Götschl           | Michaela Dorfmeister  | Isolde Kostner        |
| 34.                                                                      | 6 marca 1999         | St. Moritz           | supergigant | Michaela Dorfmeister     | Renate Götschl        | Kathleen Monahan      |
| 35.                                                                      | 10 marca 1999        | Sierra Nevada        | zjazd       | Alexandra Meissnitzer    | Ingeborg Helen Marken | Mélanie Turgeon       |
| 36.                                                                      | 13 marca 1999        | Sierra Nevada        | gigant      | Anita Wachter            | Anna Ottosson         | Andrine Flemmen       |

## Końcowa klasyfikacja generalna
| Miejsce | Zawodniczka           | Punkty |
| ------- | --------------------- | ------ |
| 1.      | Alexandra Meissnitzer | 1672   |
| 2.      | Hilde Gerg            | 1179   |
| 3.      | Renate Götschl        | 1035   |
| 4.      | Martina Ertl          | 987    |
| 5.      | Pernilla Wiberg       | 924    |
| 6.      | Michaela Dorfmeister  | 920    |
| 7.      | Régine Cavagnoud      | 764    |
| 8.      | Anita Wachter         | 756    |
| 9.      | Andrine Flemmen       | 728    |
| 10.     | Corinne Rey-Bellet    | 720    |

### Zjazd (po 9 z 9 konkurencji)
| Miejsce | Zawodniczka           | Punkty |
| ------- | --------------------- | ------ |
| 1.      | Renate Götschl        | 610    |
| 2.      | Alexandra Meissnitzer | 468    |
| 3.      | Michaela Dorfmeister  | 454    |
| 4.      | Hilde Gerg            | 401    |
| 5.      | Isolde Kostner        | 371    |

### Supergigant (po 8 z 8 konkurencji)
| Miejsce | Zawodniczka           | Punkty |
| ------- | --------------------- | ------ |
| 1.      | Alexandra Meissnitzer | 459    |
| 2.      | Michaela Dorfmeister  | 373    |
| 3.      | Martina Ertl          | 340    |
| 4.      | Régine Cavagnoud      | 335    |
| 5.      | Renate Götschl        | 308    |

### Slalom gigant (po 9 z 9 konkurencji)
| Miejsce | Zawodniczka           | Punkty |
| ------- | --------------------- | ------ |
| 1.      | Alexandra Meissnitzer | 652    |
| 2.      | Anita Wachter         | 636    |
| 3.      | Andrine Flemmen       | 518    |
| 4.      | Sonja Nef             | 353    |
| 5.      | Anna Ottosson         | 313    |

### Slalom (po 8 z 8 konkurencji)
| Miejsce | Zawodniczka        | Punkty |
| ------- | ------------------ | ------ |
| 1.      | Sabine Egger       | 425    |
| 2.      | Pernilla Wiberg    | 415    |
| 3.      | Renate Götschl     | 374    |
| 4.      | Trine Bakke        | 335    |
| 5.      | Ingrid Salvenmoser | 292    |

### Kombinacja (po 2 z 2 konkurencji)
| Miejsce | Zawodniczka           | Punkty |
| ------- | --------------------- | ------ |
| 1.      | Hilde Gerg            | 180    |
| 2.      | Janica Kostelić       | 150    |
| 3.      | Trude Gimle           | 120    |
| 4.      | Michaela Dorfmeister  | 82     |
| 5.      | Alexandra Meissnitzer | 81     |

### Drużynowo
| Miejsce | Kraj       | Punkty |
| ------- | ---------- | ------ |
| 1.      | Austria    | 6890   |
| 2.      | Niemcy     | 3142   |
| 3.      | Francja    | 2441   |
| 4.      | Szwajcaria | 2385   |
| 5.      | Szwecja    | 2364   |